# Тасумаль
Тасумаль (Tazumal) — доколумбовый археологический памятник постклассического периода культуры майя. Расположен вблизи города Чальчуапа, в центре департамента Санта-Ана, в бассейне реки Рио-Пас, в 60 км к западу от Сан-Сальвадора. Тасумаль на языке народа киче означает «место сожжения жертв».
Тасумаль, как и другие археологические памятники: Пампе, Касабланка, Эль-Трапиче и Лас-Викториас, является частью археологического региона мезоамериканского города Чальчуапа общей площадью около 10 км², значительная часть которого скрыта под строениями современного города. В памятниках Чальчуапа отразилось культурное влияние как близлежащего Копана, так и регионов Центральной Мексики — Теотиуакана и «тольтекской» архитектуры в Туле.
В Тасумале обнаружены руины 100—1200 годов, сложная система водосточных каналов, несколько могил, несколько небольших пирамид, дворцы и ритуальные объекты. Археологические исследования показывают, что Тасумаль был заселен с классического до постклассического периода. Артефакты свидетельствуют о развитой в древние времена торговле между Тасумалем и такими удалёнными местами, как территории нынешних Панамы и Мексики. Расцвет города приходился на классический период (250—900 годы н. э.). Тасумаль испытал на себе последствия извержения вулкана Илопанго и был заброшен на несколько сот лет, до начала V века н. э.. Примерно в 900 году сооружена сохранившаяся до наших дней пирамида в тольтекском стиле, большой стадион для игры в мяч и несколько других сооружений. Около 1200 года Тасумаль был полностью заброшен.
Тасумальские руины имеют важное историко-культурное значение. Это один из наиболее хорошо сохранившихся археологических памятников Сальвадора.